# La voce umana (opera)
La voce umana (titolo originale: La voix humaine) è una tragédie lyrique in atto unico del compositore francese Francis Poulenc, derivata dalla pièce omonima di Jean Cocteau, che firma il libretto. L'opera fu scritta nel 1958 e fu messa in scena per la prima volta il 6 febbraio 1959 dal soprano Denise Duval diretta da Georges Prêtre alla salle Favart del Théâtre national de l'Opéra-Comique di Parigi.
La prima italiana di La voce umana è stata il successivo 18 febbraio alla Piccola Scala con la Duval diretta da Nino Sanzogno.
Nel Regno Unito la première è stata il 30 agosto 1960 con la Duval nel King's Theatre di Edimburgo per il Glyndebourne Festival Opera con la Royal Philharmonic Orchestra.
In Australia la première è stata nel 1962 ad Adelaide.
Al Teatro Verdi (Trieste) la prima è stata nel 1968 con Magda Olivero.
Al Teatro La Fenice di Venezia la prima è stata nel 1970 diretta da Nicola Rescigno con la Olivero.
Al Teatro dell'Opera di Roma la prima è stata l'8 giugno 1971, diretta da Marcello Panni, con Virginia Zeani. 
Al San Francisco Opera va in scena nel 1979 con la Olivero.
All'Opera di Chicago va in scena nel 1982 diretta da Carlo Felice Cillario.
Al Teatro Regio di Torino La voix humaine va in scena nel 1999 con Renata Scotto in lingua originale.
All'Auditorium Niccolò Paganini di Parma La voix humaine va in scena nel 2016 con Anna Caterina Antonacci in lingua originale e l'accompagnamento della Filarmonica Arturo Toscanini. Direzione di Jean-Luc Tingaud.

## Trama
L'opera si ambienta a Parigi in una squallida camera da letto, dove giace esanime la protagonista, che sarà indicata come una generica "Lei" o "la Voce"(Elle o la Voix). La donna viene svegliata dallo squillo del suo telefono: dopo due chiamate di persone che hanno sbagliato numero, viene contattata dal suo amante, e i due avranno una lunga e dolorosa conversazione a proposito della loro relazione terminata da poco; la telefonata sarà spesso interrotta a causa della cattiva ricezione e da alcune interferenze; inoltre lo spettatore sentirà solo ciò che dice la donna, intuendo le battute dell'amante dai suoi silenzi e dalle risposte che Lei gli dà.
L'inizio del dialogo è ai limiti della banalità: tra frasette sdolcinate e luoghi comuni romantici, Lei racconta all'uomo di essere appena tornata da una cena con la sua amica Martha, e di aver poi preso un sonnifero a causa di un'emicrania. Presto però i toni si fanno più tesi: l'uomo vuole indietro alcuni effetti personali e Lei promette che glieli restituirà; parlando della fine della loro storia, Lei se ne assume tutta la colpa, poi prende a rievocare tristemente i loro momenti felici, tra i quali la gita a Versailles durante la quale si sono conosciuti; a questo punto cade la linea.
Lei tenta di ricontattare il suo ex telefonando a casa sua, ma lui non si trova lì: è lui che la richiama subito dopo, spiegandole di essere in un ristorante. A quel punto Lei, già molto provata, gli rivela di aver mentito circa ciò che ha fatto poco prima: non è uscita con Martha, ma si era preparata per andare a parlargli; non trovando il coraggio di farlo, aveva preso dodici pastiglie di tranquillanti con l'intenzione di suicidarsi, ma si era poi salvata grazie a Martha. L'amante reagisce con freddezza e sposta subito il discorso su un altro argomento, il proprio cane, rimasto a casa di Lei. Poco dopo la telefonata si interrompe di nuovo, stavolta a causa dell'interferenza della donna che aveva sbagliato numero all'inizio del dramma, ma che ora si rivela inquietantemente interessata a spiare il discorso tra i due ex-amanti.
L'uomo la richiama, ma a questo punto Lei è fuori di sé: dai rumori di fondo ha compreso che lui non si trovi, come ha detto, in un ristorante, ma probabilmente a casa di una nuova partner. L'uomo inizia a incalzarla perché riagganci; Lei, ormai conscia che quella telefonata sia l'unico filo che la tiene unita al suo amante, decide di troncare con un solo gesto la chiamata, la relazione e, probabilmente, anche la propria vita: si stringe il filo del telefono al collo. Come ultima richiesta al suo antico amore, poiché questi ha in precedenza detto di dover andare a Marsiglia nei giorni seguenti, Lei lo implora di non alloggiare nello stesso albergo dove hanno dormito insieme tempo prima, ormai consapevole che vi si recherà con la sua nuova donna. Dopodiché gli chiede insistentemente di chiudere la telefonata, e al suo saluto non può che rispondere un flebile "Ti amo", mentre scivola nel proprio letto e lascia cadere il ricevitore, probabilmente strangolata dal filo del telefono.

## Caratteristiche
Nell'opera, della durata di circa 40 minuti, la suoneria del telefono prevista dal testo di Cocteau viene resa attraverso uno xilofono. L'opera, in forma di monologo, prevede lunghi passaggi di canto senza accompagnamento musicale.

## Discografia
- Denise Duval e l'Orchestre de l'Opéra Comique diretta da Georges Prêtre.
- Jane Rhodes e l'Orchestre national de France diretta da Jean-Pierre Marty nel 1976.
- Françoise Pollet e l'Orchestre national de Lille diretta da Jean-Claude Casadesus.
- Carole Farley e l'Adelaide Symphony Orchestra diretta da Jose Serebrier nel 1997 (Phoenix/IODA).
- Felicity Lott e l'Orchestre de la Suisse romande diretta da Armin Jordan nel 2001.
- La Voix humaine, versione per pianoforte di Francis Poulenc, con il soprano Anne Béranger e il pianista Setrak (1982 - Le Chant du Monde).